# Kristóf Papp
Kristóf Papp (ungarisch Papp Kristóf; * 27. Juni 2001 in Budapest) ist ein ungarischer Eishockeyspieler, der seit Februar 2025 bei den Iowa Heartlanders aus der ECHL spielt.

## Karriere
Kristóf Papp verbrachte seine gesamte bisherige Karriere in den Vereinigten Staaten. Zunächst spielte er für regionale Jugendmannschaften. Dabei gewann er 2018 mit Honeybaked die High Performance Hockey League. Anschließend wechselte er zu den Madison Capitols in die United States Hockey League, die höchste US-Juniorenliga. Diese hatten den Stürmer zuvor beim USHL Future Draft 2017 in der achten Runde als insgesamt 117. Spieler ausgewählt. Inzwischen war man auch in der Heimat auf Papp aufmerksam geworden und so wurde Papp 2019 zum besten ungarischen Juniorenspieler gewählt. Im Dezember 2019 wechselte der Ungar ligaintern zu den Des Moines Buccaneers, wo er die Saison beendete.
Im Sommer 2020 nahm Papp ein Studium an der Michigan State University auf und spielte für deren Universitätsmannschaft in der Big Ten Conference der National Collegiate Athletic Association. Im Sommer 2022 wechselte der Offensivspieler an die Northern Michigan University, für deren Eishockeyteam er bis zum Sommer 2024 in der Western Collegiate Hockey Association auf dem Eis steht. Sein letztes Collegejahr absolvierte Papp schließlich an der Lindenwood University, bevor er im Februar 2025 bei den Iowa Heartlanders aus der ECHL seinen ersten Profivertrag erhielt.

### International
Für Ungarn nahm Papp an der U18-Weltmeisterschaft 2018 sowie den U20-Titelkämpfen 2018 und 2019, als er Torschützenkönig und gemeinsam mit seinem Landsmann Hunor Császár, dem Polen Dominik Paś und dem Slowenen Nejc Stojan auch zweitbester Scorer des Turniers nach dem Slowenen Jan Drozg wurde, jeweils in der Division I teil.
Für die ungarische Mannschaft spielte Papp erstmals bei den Olympiaqualifikationsturnieren für die Winterspiele in Peking 2022. Es folgte die Teilnahme an der Weltmeisterschaft der Division I 2022 als den Magyaren der Aufstieg in die Top-Division gelang.

## Erfolge und Auszeichnungen
- 2016 Gewinn der High Performance Hockey League mit Honeybaked
- 2019 Bester ungarischer Juniorenspieler
- 2019 Torschützenkönig bei der U20-Weltmeisterschaft der Division I, Gruppe B
- 2022 Aufstieg in die Top-Division bei der Weltmeisterschaft der Division I, Gruppe A